# 涂潇
涂潇（1988年8月19日—），中国男子蹦床运动员，2010年亚洲运动会男子个人银牌得主、2014年亚洲运动会男子个人银牌得主、2017年世界运动会男子双人网上金牌得主。